# Baranyai Nimród
Baranyai Nimród (Debrecen, 2003. augusztus 6. –) magyar labdarúgó, a Kazincbarcika játékosa (kölcsönben az Újpesttől), hátvéd.

## Pályafutása

### Klubcsapatokban

#### Debreceni VSC
Baranyai 2021. december 17-én írta alá első profi szerződését nevelőegyesületével. 2023. február 8-án a Mezőkövesd vette kölcsön fél évre a védőt, ahol 3 mérkőzésen lépett pályára. A 2023/24-es szezonban Kusnyír Erik sérülése miatt több játéklehetőséget kapott, 22 mérkőzésen lépett pályára, ebből 18-szor kezdőként.

#### Újpest FC
2024. június 13-án jelentették be, hogy Újpestre igazolt. 2025. január 30-án Kazincbarcikához került kölcsönbe.

### A válogatottban
2024. március 21-én mutatkozott be az U21-es válogatottban, egy felkészülési mérkőzésen, Moldova ellen.

## Sikerei, díjai
Kazincbarcika
- NB II ezüstérmes (1) : 2024–25